# Скандал вокруг борделя на Кливленд-стрит
Сканда́л вокру́г борде́ля на Кли́вленд-стрит (англ. Cleveland Street scandal) — скандал в связи с раскрытием британской полицией в июне 1889 года гомосексуального мужского борделя, располагавшегося на Кливленд-стрит в лондонском районе Фицровия.
Поскольку в то время гомосексуальные контакты в Великобритании были вне закона, то работникам и посетителям заведения грозило уголовное преследование: в худшем случае они могли быть осуждены на лишение свободы и каторжные работы сроком до двух лет. Однако во избежание волнений правительство попыталось замять дело, так что ни один из клиентов борделя не был привлечён к суду. Разоблачение борделя вызвало в обществе и прессе грандиозный скандал, поскольку в деле оказались замешаны представители высшего общества. Владелец заведения Хэммонд бежал на континент вместе с его завсегдатаем лордом Сомерсетом — сыном герцога Бофорта и шталмейстером принца Уэльского. Старшему сыну герцога Графтона удалось засудить газету, заявившую о том, что его как-то видели выходящим из борделя. Скандал вокруг Кливленд-стрит бросил тень и на королевское семейство: ходили слухи, что одним из клиентов был старший сын уэльской четы — принц Альберт Виктор, который занимал второе место в линии престолонаследия после своего отца. Тот факт, что он когда-либо бывал на Кливленд-стрит, так и не был доказан, однако иностранная пресса вовсю смаковала подробности скандала, связанные с принцем. Скандал привёл к тому, что британская публика стала считать гомосексуальность аристократическим пороком, растлевавшим юношей из низшего класса. Такие взгляды оставались широко распространёнными и в 1895 году, когда маркиз Куинсберри обвинил Оскара Уайльда в «грубой непристойности».

## Обнаружение борделя
В июле 1889 года констебль Люк Хэнкс расследовал кражу из офиса центрального телеграфа в Лондоне. В ходе расследования у пятнадцатилетнего курьера телеграфа Чарльза Томаса Суинскоу были найдены четырнадцать шиллингов — сумма, эквивалентная его заработной плате за несколько недель. Однако правила работы на телеграфе в то время запрещали курьерам носить с собой личные средства, чтобы не путать их с деньгами, уплаченными клиентами. Констебль Хэнкс заподозрил Суинскоу в краже и забрал его на допрос в участок. Во время допроса Суинскоу признался, что подрабатывает проститутом в борделе на Кливленд-Стрит 19, которым управляет некий Чарльз Хэммонд. Как сообщил Суинскоу, он был представлен Хэммонду клерком главного почтового отделения восемнадцатилетним Генри Ньюловом; он также назвал имена двух других семнадцатилетних служителей телеграфа, работавших у Хэммонда: Джордж Алма Райт и Чарльз Эрнест Тикбрум. Все трое были допрошены и подтвердили слова Суинскоу.
Констебль Хэнкс сообщил о случившемся начальству, и к делу был привлечён инспектор службы столичной полиции Фредерик Абберлайн. 6 июля Абберлайн отправился в бордель, предварительно получив ордер на арест Хэммонда и Ньюлова в соответствии с поправкой Лабушера. Этот закон делал все гомосексуальные акты между мужчинами, а также сводничество или попытки сводничества для таких действий уголовным преступлением, наказание за которое грозило лишением свободы и каторжными работами сроком до двух лет. По прибытии в бордель Абберлайн обнаружил дом закрытым, а Хэммонд успел бежать. Тем не менее, инспектору удалось задержать Ньюлова в доме его матери в Камден-Таун. Абберлайн выяснил, что в период между допросом у Хэнкса и арестом в доме своей матери Ньюлов успел предупредить Хэммонда, в результате чего тот скрылся в доме брата в Грейвзенде.

## Известные клиенты и ход расследования
По дороге в полицейский участок Ньюлов назвал имена нескольких клиентов борделя, среди которых оказались и представители знати: сын герцога Бофорта и шталмейстер принца Уэльского лорд Артур Сомерсет и сын герцога Графтона граф Юстон. Хотя Сомерсет был опрошен сотрудниками полиции, никаких немедленных действий по отношению к нему предпринято не было, а власти и вовсе не отреагировали на заявление о причастности шталмейстера принца Уэльского к скандалу. За домом № 19 на Кливленд-стрит было установлено наблюдение, а подробности дела были представлены правительству, которое стало перебрасывать дело между своими ведомствами.
19 августа был выдан ордер на арест знакомого Хэммонда — Джорджа Вика, который выдавал себя за священника; в действительности Вик некоторое время проработал на телеграфе, но был уволен за «ненадлежащее поведение» с посыльным. Семнадцатилетний юноша, найденный в лондонской квартире Вика, рассказал полиции, что Джордж отбыл в Портсмут и вскоре должен вернуться поездом. Показания подростка оказались правдивыми, и Вик был арестован на вокзале Лондон-Ватерлоо. В его карманах были обнаружены письма от Элджернона Эллиеса, который вскоре был опрошен констеблем Хэнксом и инспектором Абберлайном в доме его родителей в Садбери, Суффолк. Элджернон признался, что состоял в сексуальной связи с Артуром Сомерсетом, получал от него денежные средства, а также работал на Хэммонда на Кливленд-стрит. 22 августа полиция снова допросила Сомерсета, после чего он отправился в Бад-Хомбург, где проводил летние каникулы принц Уэльский.
11 сентября Генри Ньюлов и Джордж Вик предстали перед судом. Защитниками обвиняемых стали адвокат Сомерсета солиситор Артур Ньютон, а также барристеры Вилли Мэтьюс и Чарльз Гилл, представлявшие Ньюлова и Вика соответственно. Все судебные издержки оплатил лорд Сомерсет. Сам он к этому времени уже пребывал в Ганновере, где осматривал лошадей для принца Уэльского. Пресса же во всю пестрила заголовками о причастности к скандалу «благородных лордов». 18 сентября Ньюлов и Вик признали себя виновными в «непристойном поведении», и судья сэр Томас Чамберс, бывший член парламента от либеральной партии, который имел репутацию человека снисходительного, приговорил их к четырём и девяти месяцам каторжных работ соответственно. Такой приговор был расценен в то время как очень мягкий. Хэммонду удалось бежать во Францию, однако французские власти выслали его из страны под давлением со стороны Великобритании. Хэммонд уехал в Бельгию, откуда эмигрировал в Соединённые штаты. Переезд Хэммонда был оплачен Сомерсетом через посредника, которым выступил его адвокат. По совету премьер-министра Солсбери, попытка экстрадиции предпринята не была, и дело против Хэммонда оказалось заморожено.
Сомерсет вернулся в Великобританию в конце сентября, чтобы присутствовать на конном аукционе в Ньюмаркете, но неожиданно уехал в Дьеп 26 сентября, вероятно, после того, как получил от Ньютона сообщение, в котором тот предупреждал о возможном аресте. 30 сентября Сомерсет снова вернулся в Великобританию; несколько дней спустя, 2 октября, умерла бабушка Артура Эмили Фрэнсис, вдовствующая герцогиня Бофорт, и Сомерсет присутствовал на её похоронах. В это же время помощник солиситора казначейства достопочтенный Гамильтон Кафф и комиссар столичной полиции Джеймс Монро стали настаивать на мерах, которые должны были быть предприняты против Артура Сомерсета, однако лорд-канцлер граф Холсбери запретил какое-либо преследование в отношении шталмейстера принца Уэльского.
Слухи о причастности Артура Сомерсета к скандалу распространялись, и 19 октября он бежал обратно во Францию. Позднее в бегстве Сомерсета был обвинён премьер-министр Солсбери, который якобы предупредил Артура через сэра Дайтона Пробина о том, что его арест практически неизбежен. Однако эти обвинения были отвергнуты самим лордом Солсбери и генеральным атторнеем сэром Ричардом Уэбстером. Принц Уэльский писал Солсбери, что удовлетворён тем фактом, что Сомерсету позволили покинуть страну, и спрашивал, что если Сомерсет должен «никогда больше не показывать своё лицо в Англии», будет ли он в безопасности; однако сам Солсбери ничего обещать принцу не мог, поскольку подвергался давлению со стороны полиции. 12 ноября был выдан ордер на арест Сомерсета. К этому времени он был далеко за пределами страны, и ордер на его арест не вызвал практически никакого интереса со стороны общественности. После неудачного поиска работы в Османской империи и Австро-Венгрии Сомерсет отправился в добровольное изгнание на юг Франции, где оставался до конца жизни.
Сомерсет стал самым известным фигурантом дела о борделе на Кливленд-стрит, однако были и другие: в прессе упоминались имена либерального политика Рональда Гоуэра и лорда Эррола. Также замешан в скандале оказался известный общественный деятель Александр Мейрик Бродли, который вынужден был скрываться за границей в течение четырёх лет. Парижская газета Le Figaro утверждала, что Бродли принимал в своём доме генерала Буланже и Анри Рошфора; обвинения против Буланже позднее были опровергнуты его сторонниками. В декабре 1889 года сообщалось, что принц и принцесса Уэльские подвергались «ежедневным нападкам в анонимных письмах с наиболее оскорбительными высказываниями» относительно причастности к скандалу их старшего сына. К январю 1890 года было выявлено шестьдесят подозреваемых, из которых двадцать два к тому времени уже покинули страну.

## Публичные разоблачения
Британская пресса мало освещала события, связанные со скандалом. Одним из немногих журналистов, рискнувших привлечь внимание общественности к происходящему, стал Эрнст Парк — редактор малоизвестного радикального политического еженедельника The North London Press. О борделе на Кливленд-стрит Парк узнал от одного из своих репортёров, освещавших суд над Генри Ньюловом. Парк заинтересовался этой историй из-за того, что Ньюлову и Джорджу Вику вынесли слишком мягкие приговоры (обычно наказанием за «грубую непристойность» было два года тюрьмы и/или каторги), а Хэммонду и вовсе удалось избежать ареста. Парку удалось узнать, что «мальчики» из борделя назвали имена видных представителей знати. 28 сентября ему удалось опубликовать статью, в которой он намекал на причастность к скандалу знати, но не называл никаких имён. 16 ноября Парк опубликовал продолжение истории, при этом указав в статье имя Генри Фицроя, графа Юстона, как участника «неописуемо отвратительного скандала на Кливленд-стрит». Он также заявил, что Юстон возможно уехал в Перу, и что ему было позволено сделать это, чтобы прикрыть участие в скандале более высокопоставленных лиц, которые не были названы, но некоторые полагали, что одним из них был принц Альберт Виктор, сын принца Уэльского.
В действительности, когда Парк публиковал свои статьи, Юстон всё ещё пребывал в Лондоне и незамедлительно подал на редактора в суд за клевету. В ходе судебного разбирательства Юстон признался, что когда однажды он прогуливался по Пикадилли, один из мальчишек, раздававших рекламные листовки, дал ему карточку с надписью «Живые скульптуры. Ч. Хэммонд, Кливленд-стрит, 19». Юстон сообщил суду, что заинтересовался этим и отправился по указанному адресу, полагая, что живыми скульптурами будут обнажённые женщины. Он заплатил за вход соверен и, будучи шокированным, когда понял истинную суть этого места, поспешил покинуть дом. Свидетели защиты давали противоречивые показания и никто не смог точно подтвердить нахождение Юстона в борделе. Последним свидетелем со стороны Парка стал Джон Саул — мужчина-проститут, ранее замешанный в гомосексуальном скандале в Дублинском замке и участвовавший в опубликовании эротической новеллы The Sins of the Cities of the Plain, которая основывалась на его личной жизни. Выступая с показаниями, описанными в протоколе как «наглое бесстыдство», Саул признал, что зарабатывает на жизнь, ведя «аморальный образ жизни» и «практикуя преступность»; он также заявил, что имел сексуальные контакты с Юстоном в доме на Кливленд-стрит. Кроме того, он говорил, что рассказал об этом полиции ещё в августе, однако власти не приняли никаких мер. Вместе с тем, защитник Парка не стал вызывать в качестве свидетелей Ньюлова или Вика и не смог доказать факт отсутствия Юстона в стране. 16 января 1890 года присяжные признали Парка виновным, и судья приговорил его к двенадцати месяцам тюремного заключения. Историки не сошлись в едином мнении по поводу Юстона: одни считают, что он был в борделе только один раз, будучи введён в заблуждение карточкой; другие были убеждены, что Юстон был известной фигурой в гомосексуальных кругах.
После суда над Эрнстом Парком судья Генри Хоукинс сделал блестящую карьеру, хотя после его смерти генеральный солиситор Англии и Уэльса Эдвард Джордж Кларк писал: «Сэр Генри Хокинс был худшим из судей, которых я когда-либо знал или [о которых] слышал. Он понятия не имел, что значит правосудие, долг правды или справедливость». Адвокаты обвинения также продвинулись по служебной лестнице: Вилли Мэтьюс стал главным обвинителем, а Чарльз Расселл — главным судьёй Англии и Уэльса. Адвокат защиты Фрэнк Локвуд получил должность генерального солиситора, а его помощником стал Герберт Генри Асквит — будущий премьер-министр страны.
16 декабря 1889 года состоялся ещё один судебный процесс, на котором судили уже адвоката Генри Ньюлова и лорда Сомерсета Артура Ньютона, обвинённого в воспрепятствовании осуществлению правосудия. Утверждалось, что он вступил в сговор с целью предотвратить дачу показаний Хэммондом и проститутами борделя или способствовал в побеге Хэммонда за границу. Защитником Ньютона выступил Чарльз Расселл, который выступал на стороне обвинения на процессе против Эрнста Парка; обвинителем стал генеральный прокурор сэр Ричард Уэбстер. Ньютон признал себя виновным лишь по одному из шести выдвинутых против него обвинений, заявив, что он помог Хэммонду бежать для того, чтобы защитить от возможного шантажа своих клиентов, которым на тот момент не были предъявлены никакие обвинений. Генеральный прокурор принял прошение Ньютона и отозвал обвинение по остальным пяти пунктам. 20 мая судья сэр Льюис Кейв приговорил Ньютона к шести неделям тюремного заключения. Приговор Ньютону был признан его коллегами довольно суровым, и 250 юридических фирм Лондона подписали петицию на имя министра внутренних дел Генри Мэтьюса, протестуя против наказания Ньютона.
Пока шёл суд над Ньюловом, в парламенте заинтересовались обвинением Эрнста Парка в попытке замять скандал. Генри Лабушер, член парламента от радикального крыла либеральной партии, автор параграфа о «грубой непристойности» (т. н. «Поправка Лабушера») в акте о поправках к уголовному законодательству от 1885 года был убеждён, что заговор с целью замять скандал проник в правительство глубже, чем предполагалось. 28 февраля 1890 года Лабушер высказал свои подозрения в парламенте. Он отрицал, что «джентльмен очень высокого положения» — предположительно, принц Альберт Виктор — был вовлечён в скандал, но вместе с тем обвинил власти в заговоре с целью исказить ход правосудия. Он предположил, что премьер-министра лорд Солсбери в союзе с лордом-канцлером Англии и генеральным прокурором вступили в сговор с целью воспрепятствовать расследованию, что позволило Сомерсету и Хэммонду избежать наказания, затянуть судебный процесс и не позволить расследовать это дело со всей решительностью. Обвинения Лабушера были опровергнуты генеральным прокурором Ричардом Уэбстером, который участвовал в суде над Артуром Ньютоном. Чарльз Расселл, который судил Парка и защищал Ньютона, занимал ту же политическую позицию, что и Лабушер, однако он отказался участвовать в дискуссии по поводу деятельности властей в связи со скандалом. Жаркие дебаты длились около семи часов; затем Лабушер был изгнан из парламента после того, как заявил, что не верит лорду Солсбери и продолжит настаивать на своём.

## Последствия
Интерес общественности к скандалу постепенно угасал. Тем не менее публикации в газетах усилили негативное отношение к мужской гомосексуальности как к аристократическому пороку, представив подростков-посыльных с телеграфа жертвами, эксплуатируемыми членами высшего класса. Всё это достигло апогея несколько лет спустя, когда Оскар Уайльд был осуждён за «грубую непристойность» в результате его романа с лордом Альфредом Дугласом. Сам Оскар Уайльд намекал на скандал в своём романе «Портрет Дориана Грея», который вышел в свет в 1890 году. Отзывы о романе были отрицательными; в нём ясно виделся намёк на скандал на Кливленд-стрит, и один рецензент назвал его пригодным только для «объявленной вне закона знати и извращённых телеграфных мальчишек». В следующем издании романа, опубликованном в 1891 году, были опущены некоторые ключевые отрывки, которые были сочтены слишком гомоэротичными. В 1895 году Уайльд безуспешно судился с отцом своего любовника маркизом Куинсберри, обвиняя того в клевете. Сэр Эдвард Карсон, адвокат Куинсберри, использовал цитаты из романа против Уайльда и расспрашивал его о его связях с молодыми мужчинами. После провала иска Уайльд был обвинён в «грубой непристойности», признан виновным и приговорён к двум годам каторжных работ. Обвинителем Уайльда стал Чарльз Гилл, защищавший Джорджа Вика в деле о борделе на Кливленд-стрит.

### Причастность Альберта Виктора
В 1892 году умер старший внук королевы Виктории принц Альберт Виктор, которого считали причастным к скандалу на Кливленд-стрит. Слухи относительно Альберта Виктора сохранялись и через много лет после скандала: шестьдесят лет спустя официальный биограф короля Георга V Гарольд Николсон писал со слов лорда Годдарда, которому во время этих событий было всего двенадцать лет, что Альберт Виктор «посещал мужской бордель, и его адвокат должен был лжесвидетельствовать, чтобы очистить его. Адвокат был отстранен от службы за это преступление, но был впоследствии восстановлен». На самом деле, никто из адвокатов по данному делу не был осуждён за лжесвидетельство или снят с должности во время скандала, а проблемы с законом были только у адвоката Сомерсета Артура Ньютона: в связи со скандалом на Кливленд-стрит он был осуждён за воспрепятствование осуществлению правосудия путём оказании помощи своим клиентам по бегству за границу и был приговорён к шести неделям заключения; двадцать лет спустя, в 1910 году, Ньютон был снят с должности на двенадцать месяцев по факту нарушения служебных обязанностей после фальсификации письма от другого его клиента — печально известного доктора Криппена, а в 1913 году Ньютон вновь был отстранён от работы на неопределённый срок и приговорён к трём годам тюремного заключения за получение денег обманным путём.
Также появилось предположение, что именно Ньютон распространяет слухи о принце, чтобы отвлечь внимание от Сомерсета: письма, которыми обменивались между собой солиситор казначейства сэр Огастес Стивенсон и его помощник Хэмилтон Кафф, содержат зашифрованные отсылки на угрозы Ньютона впутать в дело принца. В сохранившейся личной переписке с другом лордом Ишером Сомерсет отрицал, что знает что-нибудь непосредственно о принце, но подтвердил, что слышал слухи, и надеялся, что они помогут опровергнуть любые обвинения против него самого: он писал, что вполне может понять «раздражение принца Уэльского из-за того, что имя его сына связывают с такой вещью… мы оба были обвинены в походах в это место, но не вместе… всё закончится именно тем, что в открытом судебном заседании будет оглашено то, что все пытаются скрыть. Интересно, действительно ли это факт или только выдумка, что главный там негодяй Х[эммонд]… Я никогда не упоминал его [принца] имени, кроме как при Пробине, Монтегю и Ноллисе, когда они работали на меня и должны были это знать. Если бы они были мудры, услышав, что я знал и что другие знали, они бы замяли это дело, а не делились бы этим с властями».
В то время как английские газеты старались скрыть любое упоминание принца в связи со скандалом, пресса на валлийском языке, а также колониальные и американские газеты не были так щепетильны. The New York Times высмеивали его как «тупицу» и «тупого извращенного мальчишку», которому «никогда не будет позволено взойти на британский престол». По данным одного из репортажей американской прессы, когда в мае 1890 года Альберт Виктор покидал вокзал Гар-дю-Нор в Париже, он был обрадован ждущей его толпой англичан, но при этом некоторые французы его освистали. Один из журналистов спросил принца, как он прокомментирует «причину своего внезапного отъезда из Англии»: по словам репортёра, «желтоватое лицо принца стало алым, а глаза его, казалось, вышли из орбит», и один из товарищей принца стал укорять журналиста за дерзость. Хотя нет убедительных доказательств за или против участия принца в гомосексуальных отношениях, или что он когда-либо посещал гомосексуальные клубы или бордели, слухи и выводы некоторых историков говорят о том, что он посетил как минимум однажды Кливленд-стрит, и что он «возможно, бисексуал или гомосексуал». Вместе с тем, другие исследователи называют эти слухи и выводы «несколько несправедливыми» и неоправданными; так, историк Харфорд Монтгомери Хайд писал, что «нет никаких доказательств, что он был гомосексуалом и даже бисексуалом».

## Здание борделя
Местоположение борделя и его исторический контекст в рамках гомосексуальных и других трансгрессивных общин лондонского района Фицровия и соседних с ним Сохо и Блумсбери стал предметом научных исследований и всеобщего интереса. В парламенте Лабушер возмущённо описал дом № 19 на Кливленд-стрит как «мрачный, непонятный проходной двор, но [располагающийся] почти напротив больницы Миддлсекса». Само здание борделя, располагавшееся на западной стороне Кливленд-стрит, было снесено в 1890-х годах при расширении больницы, которая была снесена в 2005 году. Известно два наброска с изображением здания борделя, опубликованные в The Illustrated Police News.
Также существуют версии о том, что здание сохранилось: согласно этой теории, после изменения нумерации домов дом под номером 19 был удалён из реестра домов для сокрытия его существования, но в действительности теперь это здание располагается под 18 номером на восточной стороне улицы. Дома на Кливленд-стрит действительно претерпели изменение нумерации, а её южный конец и вовсе раньше относился к Норфолк-стрит. В действительности, изменение нумерации домов было запланировано ещё в 1867 году — за много лет до скандала: нечётные номера домов с 1 по 175 присваивались зданиям на западной стороне улицы, а чётные со 2 по 140 — по западной стороне; кроме того, нумерация домов начиналась с южной оконечности улицы. Картографическая зарисовка за 1870 год показывает, что дом под номером 19 располагался на западной стороне улицы; картографическая зарисовка за 1894 год показывает, что здание было поглощено новым крылом больницы.

## Комментарии
1. ↑  В 12-й главе оригинального издания 1890 года один из персонажей, Бэзил Холлуорд, говорит Дориану Грею: «С Генри Эштоном вы были неразлучны, — а он запятнал своё имя и вынужден был покинуть Англию…»
2. ↑  Кафф писал: «Мне сообщили, что Ньютон похвастался тем, что если мы продолжим [расследование], в дело будет втянут очень уважаемый человек [принц Альберт Виктор]. Я не хочу сказать, что я мгновенно поверил в это — но в таких обстоятельствах никто не может знать, кто и что сказать, будь то выдумка или правда»[70].
3. ↑  К примеру, современный дом под номером 22 на Кливленд-стрит изначально был домом под номером 10 на Норфолк-стрит. В этом доме некоторое время проживал Чарльз Диккенс[91].